# Harvest Moon: Magical Melody
Harvest Moon: Magical Melody (牧場物語 しあわせの詩 for ワールド Bokujō Monogatari: Shiawase no Uta for Wārudo, "Farm Story: Song/Poem of Happiness for World") là một trò chơi videomô phỏng xã hội dành cho GameCube do Marvelous Interactive phát triển. Đây là một phiên bản cập nhật của Bokujō Monogatari: Shiawase no Uta (牧場物語 しあわせの詩), từng được phát hành tại Nhật Bản. Phiên bản GameCube cập nhật này đã được Natsume phát hành tại Hoa Kỳ vào ngày 28 tháng 3 năm 2006.
Bên cạnh Wada Yasuhiro, Harvest Moon: Magical Melody là phần đầu tiên không có sự tham gia của các nhà phát triển chính từ Victor Interactive Software.

## Cốt truyện
Trong Magical Melody, người chơi đến thị trấn sau khi đọc một quảng cáo mà họ nhìn thấy trên báo. Sau đó người chơi sẽ gặp Theodore, thị trưởng của thị trấn, tại Quảng trường. Người chơi sẽ được nhắc chọn tên cho nhân vật, cũng như trang trại. Người chơi cũng sẽ chọn nơi xuất phát của nhân vật trong số ba địa điểm khác nhau.
Sau khi chọn xong, người chơi sẽ ổn định ở ngôi nhà mới. Khi đi ngủ, nhân vật sẽ có một giấc mơ về một ảo ảnh nào đó, đó là sự hồi tưởng lại hoặc báo mộng về những gì đã xảy ra nhiều năm trước. Người chơi bị những Harvest Sprites đánh thức vào ngày hôm sau, những chú lùn rất ngạc nhiên khi người chơi có thể nhìn thấy họ. Các chú lùn cũng xuất hiện trong giấc mơ đó, tất cả đều ngạc nhiên và sốc. Các chú lùn sẽ yêu cầu người chơi giúp đỡ họ trong việc đánh thức Harvest Goddess, cùng với nông dân đối thủ Jamie. Harvest Goddess lúc này đã biến thành đá vì đau buồn trước sự khinh thường của người dân trong thị trấn.

## Lối chơi
Trò chơi có hai mục tiêu chính là đánh thức Harvest Goddess và kết hôn với một trong những người dân trong thị trấn.
Mặc dù lời đồn là phải cần 100 nốt nhạc mới có thể giải thoát Nữ thần, nhưng thực tế chỉ cần 50 nốt nhạc để đánh thức cô ấy. Để đánh thức Harvest Goddess, người chơi phải thu thập các nốt nhạc, bằng cách hoàn thành các công việc và các cột mốc quan trọng khác nhau. Những nhiệm vụ này không được tiết lộ cho người chơi ngoài những gợi ý mà người chơi có thể thu thập dựa trên tên của các ghi chú trong màn hình Ghi chú của menu tạm dừng. Một số rất rõ ràng, chẳng hạn như ghi chú "Ngôi nhà thứ hai", nhưng những ghi chú khác ít rõ ràng hơn, chẳng hạn như ghi chú "lấy kho báu". Một khi Nữ thần thức dậy, người chơi vẫn có thể tiếp tục lấy 100 nốt nhạc và hoàn thành trò chơi.
Người chơi có thể chọn trở thành nhân vật nam hoặc nữ trong phiên bản GameCube. Mỗi giới tính có sự lựa chọn giữa mười người bạn đời khác giới tiềm năng, cùng với kình địch Jamie, tương ứng với một trong hai giới tính của người chơi. Người chơi có thể có con, sở hữu nhà và đất, khai thác, đánh bắt cá và làm nông trong bốn mùa.

### Sự khác biệt giữa phiên bản Wii và GameCube
Phiên bản Wii của Magical Melody khác với phiên bản GameCube của trò chơi. Mặc dù có câu chuyện giống hệt nhau và nhiều yếu tố khác, nhưng điểm khác biệt chính của phiên bản Wii là nó không cho phép người chơi lựa chọn nhân vật chính nam hay nữ. Phiên bản GameCube cho phép cả hai giới trở thành anh hùng/nữ anh hùng chính, nhưng phiên bản Wii chỉ cho phép chọn nhân vật nam.
Các điều khiển cũng khác nhau giữa hai phiên bản. Phiên bản Wii có tính năng điều khiển chuyển động cho các hoạt động như khai thác và câu cá, trong khi trên GameCube, các điều khiển được đơn giản hóa, chỉ cần người chơi nhấn các nút để thực hiện nhiệm vụ.

## Phiên bản phát hành ở Châu Âu
Đối với bản phát hành ở Châu Âu, Rising Star Games đã tạo một phiên bản cập nhật cho kế nhiệm của GameCube là Wii. Phiên bản Wii phát hành vào ngày 14 tháng 3 năm 2008 tại các nước Châu Âu và Úc. Phiên bản Wii cũng được phát hành tại Bắc Mỹ vào ngày 25 tháng 8 năm 2009. Trò chơi không phát hành trên Wii ở Nhật Bản.

## Tiếp nhận
Phiên bản GameCube nhận được đánh giá yêu thích với 83/100 điểm nhưng phiên bản Wii chỉ có 69/100 điểm trên chuyên trang đánh giá Metacritic.
Mark Bozon của IGN khen ngợi phiên bản GameCube là "phiên bản hay nhất từ trước tới giờ với lối chơi có chiều sâu, mặc dù đồ họa lỗi thời và âm thanh nhạt nhẽo".
Greg Mueller của GameSpot khen ngợi tính sáng tạo của trò chơi "có hàng tấn hoạt động để làm" nhưng nói rằng đồ họa và âm thanh bị lỗi thời.